# Rekylskydningen paa Middelgrundsfortet den 26. Oktober 1930
Rekylskydningen paa Middelgrundsfortet den 26. Oktober 1930 er en dansk dokumentarfilm fra 1930.
Filmen rapporterer fra et rekylkorps øvelse på Middelgrundsfortet den 26. oktober 1930, hvor der trænes skydning efter luftmål. Rekylkorpset sejler fra Københavns Havn ud til Middelgrundsfortet. Efter øvelsen sejles retur. 